# Daichi Shintani
Daichi Shintani (jap. 新谷 大地, Shintani Daichi; * 24. November 1989 in Mima) ist ein japanischer Grasskiläufer. Er fährt vorwiegend FIS-Rennen in seiner Heimat und nahm bisher an zwei Weltmeisterschaften teil.

## Karriere
Daichi Shintani stammt aus Mima und wohnt in Sendai, wo er an der Tōhoku-Fukushi-Universität studiert. Er ist der jüngere Bruder der Grasskiläuferin Yukiyo Shintani. Shintani nimmt seit 2004 an FIS-Rennen in Japan teil. Im September 2005 fuhr er erstmals unter die besten zehn, in der Saison 2007 erreichte er mehrere Top-5-Resultate und im September 2008 feierte er zwei Siege im Slalom und im Riesenslalom von Shichikashuku in der Präfektur Miyagi. In weiterer Folge fuhr er wieder regelmäßig in die Top-5, bis er 2011 erneut drei FIS-Rennen gewann und 2012 ein FIS-Rennen für sich entschied.
Außerhalb Japans nahm Shintani bisher an drei Juniorenweltmeisterschaften und zwei Weltmeisterschaften teil. Bei Weltcuprennen, die hauptsächlich in Europa ausgetragen werden, startete er bisher nicht. Seine erste Junioren-WM bestritt Shintani 2006 im tschechischen Horní Lhota u Ostravy, wo er Platz 16 im Riesenslalom und Rang 26 im Super-G belegte. Nachdem er im Jahr 2007 nicht an der Juniorenweltmeisterschaft teilgenommen hatte, fuhr er 2008 in Rieden in der Schweiz dreimal unter die besten zehn. Er wurde jeweils Sechster im Slalom und in der Super-Kombination, Siebenter im Riesenslalom und Zwölfter im Super-G. Bei der Juniorenweltmeisterschaft 2009, die wie drei Jahre zuvor in der tschechischen Gemeinde Horní Lhota u Ostravy stattfand, fuhr er in allen vier Bewerben unter die schnellsten zehn. Er erreichte Platz fünf im Riesenslalom, Rang sechs in der Super-Kombination, Platz sieben im Super-G und Rang neun im Slalom. Im selben Jahr nahm er im österreichischen Rettenbach erstmals an einer Weltmeisterschaft in der Allgemeinen Klasse teil. Dabei wurde er 22. in der Super-Kombination, 25. im Riesenslalom und 32. im Super-G. Im Slalom schied er im zweiten Durchgang aus. Seine zweite Weltmeisterschaft bestritt er 2011 im schweizerischen Goldingen. Dort erreichte er Platz zehn in der Super-Kombination, Platz 13 im Riesenslalom und Rang 14 im Slalom. Nur im Super-G wurde er wegen eines Torfehlers disqualifiziert.

## Erfolge

### Weltmeisterschaften
- Rettenbach 2009: 22. Super-Kombination, 25. Riesenslalom, 32. Super-G
- Goldingen 2011: 10. Super-Kombination, 13. Riesenslalom, 14. Slalom

### Juniorenweltmeisterschaften
- Horní Lhota u Ostravy 2006: 16. Riesenslalom, 26. Super-G
- Rieden 2008: 6. Slalom, 6. Super-Kombination, 7. Riesenslalom, 12. Super-G
- Horní Lhota u Ostravy 2009: 5. Riesenslalom, 6. Super-Kombination, 7. Super-G, 9. Slalom